# Ір'ак-Даму
Ір'ак-Даму (*д/н — 2315 до н. е. або 2201 до н. е.) — малікум (цар-жрець) Ебли в 2320—2315 роках до н. е. (за іншою хронологією панував в 2213—2201 роках до н. е.).

## Життєпис
Син малікума Ішар-Даму від старшої дружини. За життя батька оженився на За'асе, доньки лугаль саза (візира) Іббі-Зіккі. Посів трон 2320 до н. е. (за середньою хронологією) або 2213 року до н. е. (за короткою хронологією). На цей час Ебла перебувала на верхівці потуги. Панував за різними версіями від 3 до 10/15 років.
У 2305 році до н. е. проти нього виступив Хіда'ар, цар Марі, який намагався перетягнути на свій бік місто-державу Хадду, васала Ебли. У відповідь еблаїти на чолі із «князями» Ігсуб-даму і Зе-Даму за підтримки союзної держави Кіш в битвах при Туттул і Терка завдав нищівних поразок маріотському війську. Марі вимушена була капітулювати. В Еблі було підписано нову угоду, за якою частина маріотських земель перейшло до Ебли, Хадду і Кіша. Також збільшувалася данина.
Наприкінці панування стикнувся з коаліцією Аккаду і Марі. Втім ймовірно свідчення про вторгнення Саргона, царя Аккаду і Марі, є свідченням подальшого обожнення і міфологізації останнього. Найпевніше, війна почалася за іншого аккадо-шумерського царя Нарам-Суена. Внаслідок двох військових кампаній Ір'ак-Даму зазнав поразки. Ворожі війська захопили столицю Ебли, яку було пограбовано й сплюндровано. Малікум напевне загинув. Частина знаті або панівної династії втекла до Халапу, де утворили власну державу. Володіння Ебли приєднали до Аккадської держави.